# Писаровина
Писаровина (хорв. Pisarovina) — община в Хорватии, входит в Загребскую жупанию. Община включает 14 населённых пунктов. По данным 2001 года, в ней проживало 3697 человек. Общая площадь общины составляет 145 км².